# Kurd Lasswitz
Œuvres principales
- Sternentau. Die Pflanze vom Neptunmond

Kurd  Lasswitz, né le 20 avril 1848 à Breslau et mort le 17 octobre 1910  à Gotha, est un écrivain, mathématicien, physicien et géographe allemand qui publia sous le pseudonyme Velatus. Il est considéré en Allemagne comme le fondateur de la littérature de science-fiction germanophone.

## Biographie
Kurd Lasswitz étudie les mathématiques et la physique, puis obtient un doctorat de physique en 1873. En 1876, il enseigne dans un lycée de Gotha. Dans cet établissement, il aura pour élève Hans Dominik (écrivain) qui deviendra également par la suite un auteur de science-fiction réputé.
Kurd Lasswitz écrivit des ouvrages sur la physique, sur la théorie de la connaissance, sur le philosophe Emmanuel Kant et travailla à une édition critiques des œuvres de Gustav Theodor Fechner, le fondateur de la psychophysique. Ses textes de critique sociale sont pour la plupart tombés dans l'oubli, après avoir été interdits par la censure nazie. Mais Kurd Lasswitz est avant tout considéré comme le père de la science-fiction moderne de langue allemande.
À la différence de Jules Verne et de Herbert George Wells, il utilisa la science-fiction à des fins critiques et pédagogiques. Ses esquisses du futur sont plus courageuses que celles de ses deux contemporains français et anglais, parce qu'elles voient plus loin dans l'avenir. C'est la raison pour laquelle, il disait lui-même qu'il se heurtait fréquemment aux limites de « ce qui est explicable avec des concepts d'aujourd'hui ». Son roman Auf zwei Planeten (Sur deux planètes) compte parmi les meilleurs romans de science-fiction allemands. Son rôle de père de la science-fiction allemande fut par la suite repris par Hans Dominik qui avait eu Kurd Lasswitz comme professeur au lycée.
Son livre Die Universalbibliothek (La bibliothèque universelle) a inspiré La Bibliothèque de Babel à Jorge Luis Borges.

## Hommages
Le prix Kurd-Laßwitz est un prix allemand de science-fiction non doté qui distingue chaque année le meilleur roman, la meilleure nouvelle, le meilleur illustrateur et le meilleur travail d'édition de l'aire science-fictionnelle germanophone.
La petite planète (46514) Lasswitz découverte en 1977 par Hans-Emil Schuster à l'European Southern Observatory fut baptisée Kurd  Lasswitz par l'astronome allemand en hommage à l'écrivain de science-fiction.

## Œuvres

### Œuvres traduites en français
- Sur la bulle de savon, traduit de l'allemand par André Schlecht, dans : Daniel Walther (éd.), Science-fiction allemande. Étrangers à Utopolis, Presses pocket, 1980, pp. 46-59.  (ISBN 2-266-00924-9) ;
- Surface de la bulle, traduit de l'allemand par Martine Blond, in : Fiction no 307, avril 1980 ;
- Le fabricant de rêves, traduit de l'allemand par Martine Blond, dans : Antarès no 3, septembre 1981 ;
- La bibliothèque universelle, traduit de l'allemand par François-Guillaume Lorrain, la Nouvelle Revue française, n°565, avril 2003, pages 337-351 ;
- La bibliothèque universelle, traduit de l'allemand par Philippe Guilbert, publication en ligne, juillet 2012.
- Psychotomie, traduit de l'allemand par Bernard Sigaud, in Lunatique, n°84, mai 2012.

### Romans
- (de) Auf zwei Planeten, 1897 Texte original allemand à télécharger en PDF (Sur deux planètes) ;
- (de) Aspira. Roman einer Wolke, 1905. (Aspira. Roman d'un nuage) ;
- (de) Sternentau. Die Pflanze vom Neptunmond, 1909.

### Nouvelles
- (de) Aladdins Wunderlampe (La lampe merveilleuse d'Aladdin), 1888 ;
- (de) Apoikis (Apoikis), 1882 ;
- (de) A priori (A priori), 1884 ;
- (de) Auf der Seifenblase (Sur la bulle de savon), 1887 ;
- (de) Aus dem Tagebuch einer Ameise (Journal intime d'une fourmi), 1890 ;
- (de) Die drei Nägel (Les trois clous), 1902 ;
- (de) Die entflohene Blume. Eine Geschichte vom Mars (La fleur évadée. Une histoire martienne), 1919 ;
- (de) Die Fernschule (L'école à distance), 1902 ;
- (de) Frauenaugen (Les yeux d'une femme), 1886 ;
- (de) Die Frau von Feldbach (La dame de Feldbach), 1902 ;
- (de) Der gefangene Blitz (L'éclair captif), 1902 ;
- (de) Gegen das Weltgesetz (Contre la loi universelle), 1877 ;
- (de) Der Gehirnspiegel (Cérébroscopie), 1900 ;
- (de) Eine Geschichte ohne Anfang und Ende (Une histoire sans début ni fin) ;
- (de) Das Gesetz (La loi), 1905 ;
- (de) Der Gott der Veranda (Le dieu de la véranda), 1907 ;
- (de) Homchen (Homunculus), 1902 ;
- (de) Jahrhundertmärchen (Le conte du millénaire), 1902 ;
- (de) Das Lächeln des Glücks (Quand la chance sourit), 1900 ;
- (de) Mirax. Träume eines modernen Geistersehers (Mirax. Les rêves d'un visionnaire moderne), 1888 ;
- (de) Morgentraum (Rêve du matin), 1902 ;
- (de) Musen und Weise (Muses et mélodie), 1885 ;
- (de) Nach Chicago (En route pour Chicago), 1892 ;
- (de) Die neue Welt (Le nouveau monde), 1902 ;
- (de) Prinzessin Jaja (Princesse Oui-oui), 1892 ;
- (de) Psychotomie (Psychotomie), 1885 ;
- (de) Schiefe Gedanken (Pensées tordues), 1899 ;
- (de) Der Schirm, 1894 ;
- (de) Stäubchen (Grain de poussière), 1889 ;
- (de) Der Traumfabrikant (Le fabricant de rêves), 1886 ;
- (de) Tröfchen (La gouttelette), 1890 ;
- (de) Die Unbeseelten (Les sans-âmes), 1908 ;
- (de) Die Universalbibliothek (La bibliothèque universelle), 1904 ;
- (de) Vom Tropfen, der die Welt sehen wollte (De la goutte qui voulait voir le monde), 1877 ;
- (de) Die Vernunft im Bade (La raison au bain) ;
- (de) Weihnachtsmärchen (Conte de Noël), 1907 ;
- (de) Die Weltprojekte (Les projets d'univers), 1919 ;
- (de) Wie der Teufel den Professor holte (Comment le diable emporta le professeur), 1907 ;
- (de) Die Zauberschminke. Ein Märchen (Le fard magique. Un conte).

Recueils :
- (de) Bis zum Nullpunkt des Seins. Culturbildliche Skizzen aus dem dreiundzwanzigsten Jahrhundert (Vers le point zéro de l'être. Esquisses de la civilisation du vingt-troisième siècle), 1871 ;
- (de) Bilder aus der Zukunft (Images du futur), 1878 ;
- (de) Seifenblasen. Moderne Märchen (Bulles de savon. Contes modernes), 1890 ;
- (de) Nie und Immer. Neue Märchen (Jamais et Toujours. Nouveaux contes), 1902.

### Travaux divers (sélection)
- (de) Atomistik und Kriticismus (Atomisme et criticisme), 1878 ;
- (de) Empfundenes und Erkanntes 1919 ;
- (de) Geschichte der Atomistik vom Mittelalter bis Newton (Histoire de l'atomisme du moyen âge à Newton), 1890 ;
- (de) Gustav Theodor Fechner (Gustav Theodor Fechner), 1896 ;
- (de) Die Lehre Kants von der Idealität des Raums und der Zeit (La doctrine de Kant sur l'idéalité de l'espace et du temps), 1883 ;
- (de) Natur und Mensch (La Nature et l'Homme), 1878 ;
- (de) Religion und Naturwissenschaft (La religion et les sciences exactes), 1904 ;
- (de) Was ist Kultur? (Qu'est-ce que la culture ?), 1901 ;
- (de) Wirklichkeiten. Beiträge zum Weltverständnis (Réalités. Pour une meilleure compréhension du monde), 1900.